# جوني مايلز
جوني مايلز هو عداء مراثوني كندي، ولد في 30 أكتوبر 1905 في هاليفاكس في المملكة المتحدة، وتوفي في 15 يونيو 2003 في هاميلتون في كندا.

## وصلات خارجية
- جوني مايلز على موقع أوليمبيديا (الإنجليزية)
- جوني مايلز على موقع قاعة كندا للمشاهير الرياضية (الإنجليزية)